# Zuidoost-Aziatische Verdragsorganisatie

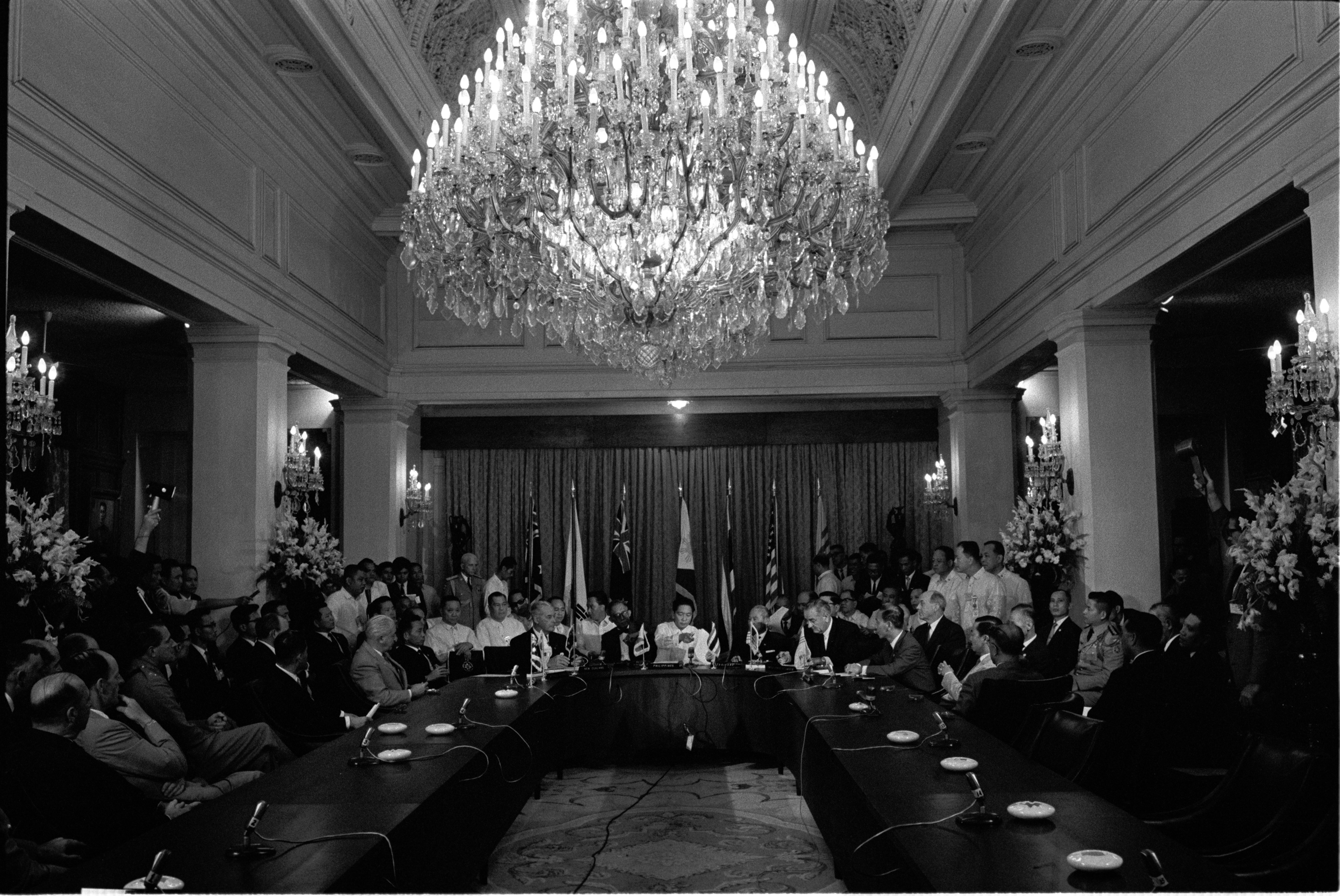
Bijeenkomst van de ZOAVO tijdens de Vietnamoorlog.

Vlag van de ZOAVO

De Zuidoost-Aziatische Verdragsorganisatie (ZOAVO) of Southeast Asia Treaty Organization (SEATO) was een veiligheidspact tussen het Westen en de anticommunistische landen in Zuidoost-Azië tijdens de Koude Oorlog.
De ZOAVO werd op 8 september 1954 opgericht als resultaat van de containmentpolitiek van de westerse landen, voornamelijk de Verenigde Staten. Samen met andere organisaties zoals de NAVO en het Pact van Bagdad moest de ZOAVO als een beschermingsgordel dienen rond de communistische landen. De oprichting kwam er met de bedoeling van militaire steun te verlenen aan Zuid-Vietnam en Laos. 
Omdat beslissingen binnen de ZOAVO altijd unaniem moesten genomen worden, zijn er echter nooit effectieve beslissingen afgedwongen. 
In 1977 werd de organisatie opgeheven. 

## Leden
- Australië
- Filipijnen
- Frankrijk
- Nieuw-Zeeland
- Pakistan (teruggetrokken door Zulfikar Ali Bhutto in 1973)
- Thailand
- Verenigd Koninkrijk
- Verenigde Staten